# Ridgeway (thị trấn), Wisconsin
Ridgeway là một thị trấn thuộc quận Iowa, tiểu bang Wisconsin, Hoa Kỳ. Năm 2010, dân số của thị trấn này là 554 người.